# Koffituten

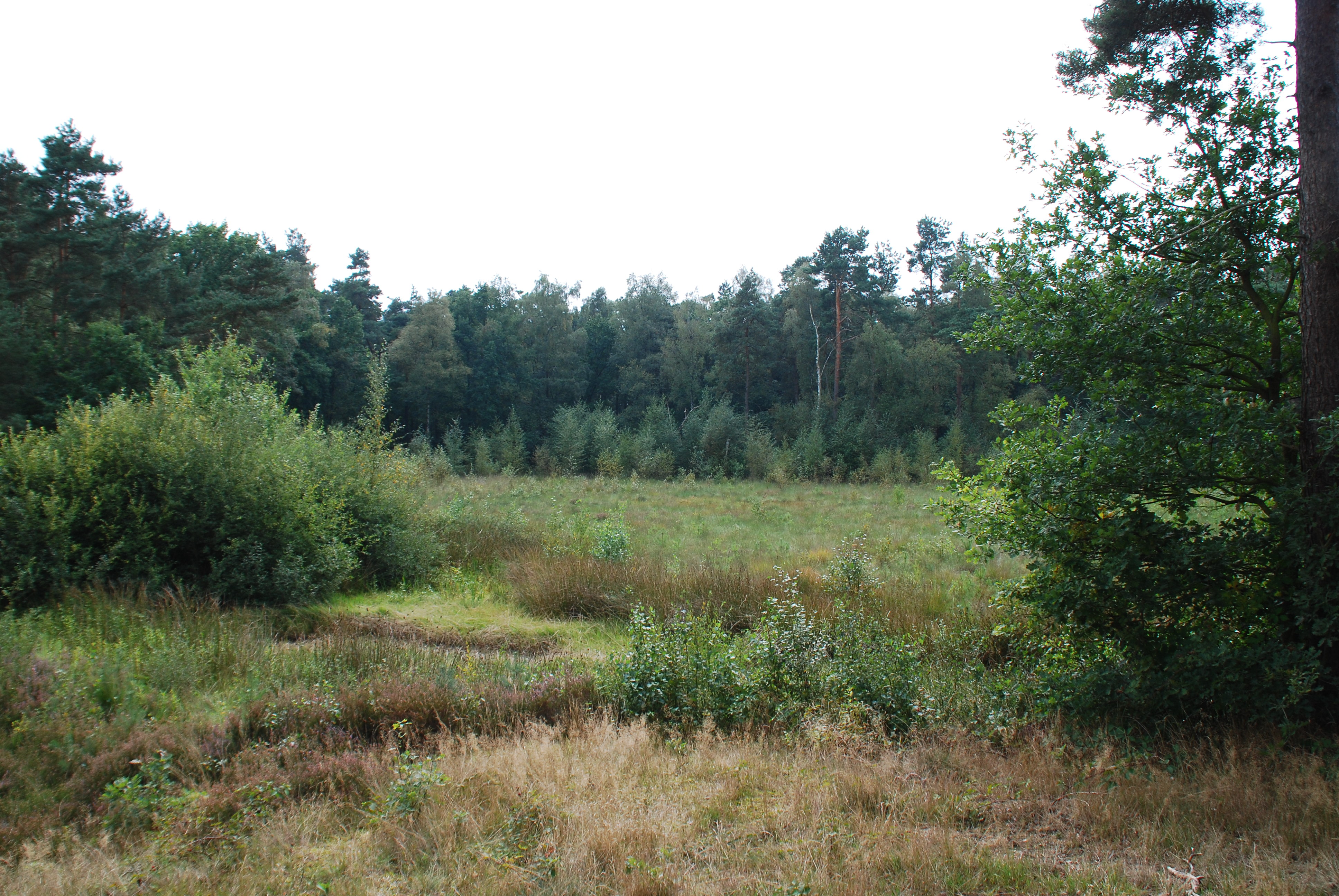
Das Koffitutenmoor

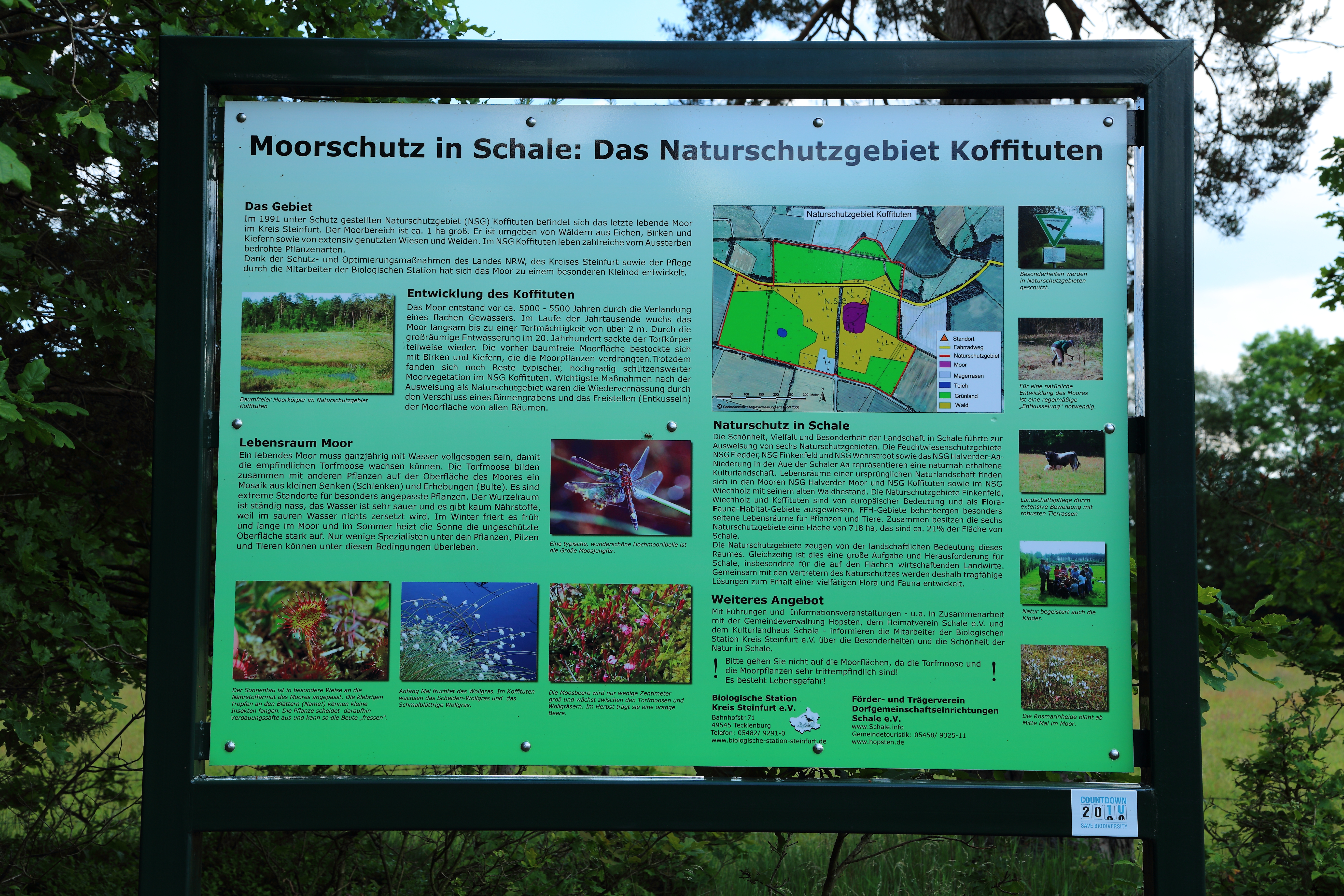
Informationstafel über das Naturschutzgebiet.

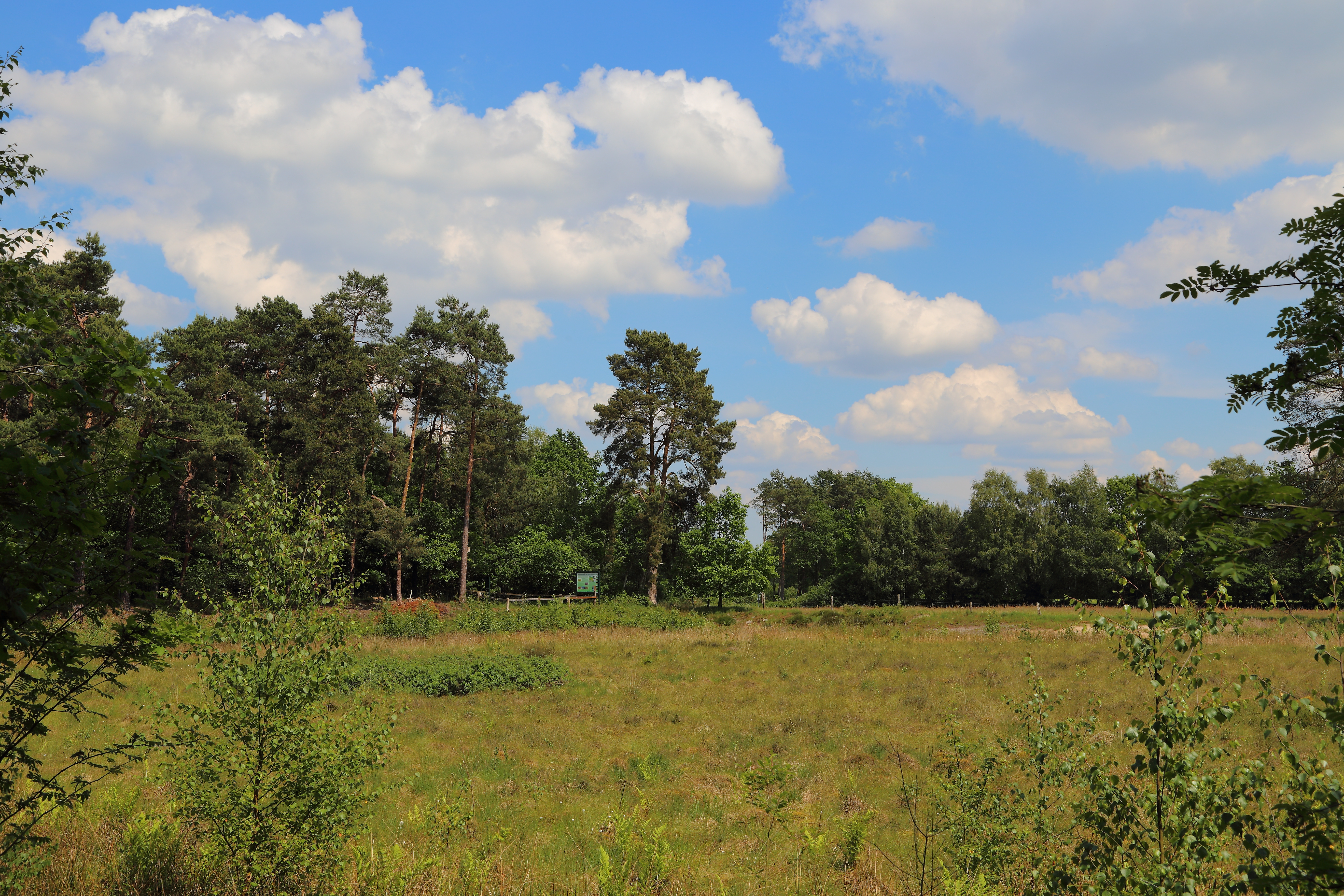
Blick über das Koffitutenmoor in Richtung des Besucherpunktes.

Das Koffituten ist ein 23,55 ha großes Naturschutzgebiet auf dem Gebiet des Hopstener Ortsteils Schale im Tecklenburger Land (Kreis Steinfurt) in Deutschland. Es trägt die Kennung ST-078. Das Koffituten beherbergt das gleichnamige letzte noch lebende Hochmoor im Kreisgebiet. Das Naturschutzgebiet umfasst neben dem weniger als 0,5 ha großen Hochmoorkern um die 20 ha Wald-, Gehölz- und Grünlandflächen. Das Koffituten ist als Schutzgebiet im Sinne der FFH-Richtlinie (Natura 2000-Nr. DE-3511-301) ausgewiesen.

## Das Moor
Das Koffitutenmoor entstand vor etwa 5000 bis 5500 Jahren durch Verlandung eines flachen Gewässers. Das Moor wuchs bis heute auf eine Torfmächtigkeit von ungefähr 2 Meter, die aber durch Entwässerungsmaßnahmen Mitte des 20. Jahrhunderts wieder zusammensackte. 1991 wurde der Bereich des Moorkörpers und umliegende Flächen unter Naturschutz gestellt. Es ist eines der letzten lebenden Hochmoore in Nordrhein-Westfalen.
Nach vor Ort erhaltenen Auskünften leitet sich der Name Koffituten von den Kaffeebohnen ab, der hier früher in spitz zulaufenden Tüten (plattdeutsch „Koffituten“) verkauft wurden. Die Form des Naturschutzgebietes „Koffituten“, bei dem es sich um ein lebendes Kleinstmoor handelt, erinnerte die Menschen früher an diese Kaffeetüten.
Seit der Entwässerung des Moores wurde das ehemals baumfreie Moor durch Birken und Kiefern bestockt, die die Moorvegetation zurückdrängten. Mit der Unterschutzstellung der Flächen durch den Kreis Steinfurt im Jahr 1991 und der Entkusselung der Moorfläche so wie der Wiedervernässung durch Zuschütten von Entwässerungsgräben, gelang es das Hochmoor erfolgreich wiederzubeleben. Selbst Jahre nach der begonnenen Entwässerung war noch eine lebensfähige Hochmoorvegetation vorhanden, auf der des regenerierte Moor heute beruht.
In Zukunft könnte die intakte Moorfläche bei der Wiederbesiedlung degenerierter Hochmoorflächen als Ausgangspunkt dienen.

### Artenvielfalt im Moor
Im Koffitutenmoor leben heute eine Vielzahl vom Aussterben bedrohter Tier- und Pflanzenarten, die besonderen Schutz bedürfen.
Besondere Pflanzenarten, die hier vorkommen, sind der Rundblättrige Sonnentau und die Krähenbeere.

## Schutzgebiet
Das Schutzgebiet um das Moor umfasst ein Binnendünengebiet sowie Moorwald und Kiefern-Eichenwald. Um das Schutzgebiet erstrecken sich weite Grünlandflächen.

### Rundwanderweg
Das Naturschutzgebiet Koffituten ist in den Schaler Naturerlebnisweg eingebunden.